# Гупало Кость Карпович
Кость Карпович Гупало (нар. жовтень 1907, с. Гупалівка, Дніпропетровщина — пом. лютий 1942, Київ) — український драматург, професор російської філології.

## Життєпис
Народився у жовтні 1907 року в с. Гупалівка Дніпропетровської області.
1931 року закінчив Харківський університет, після чого викладав російську мову і літературу в одній з харківських шкіл. Дружив з Іваном Білодідом, Іваном Борейчуком, Володимиром Білошапкою. Всі вони відверто говорили про українські національні проблеми, співали українських пісень. В. Білошапку 1937 року було репресовано.
1939 року І. Білодід запрошує К. Гупала та І. Борейчука на викладацьку роботу до Львівського університету. З того року К. Гупало почав викладати російську філологію у цьому університеті. Там само у Львові він примикає до мельниківців.
Залишившись в окупації, наприкінці 1941 року він запропонував Володимиру Блавацькому п'єсу «Тріумф прокурора Дальського» — рахунок гонителям українських патріотів. Прем'єру 4 лютого 1942 року автор не побачив. На початку 1942 він перебував у Києві. Звідти 17 січня 1942 року надіслав В. Блавацькому правку п'єси і листа, що до Львова його не пускає поліція.
9 лютого 1942 року в приміщенні Спілки письменників на Трьохсвятительській, очолюваної Оленою Телігою, гестапівці вчинили засідку і заарештували всіх, хто туди прийшов того дня. Серед заарештованих був і Кость Гупало.
Далі — короткочасне ув'язнення на Короленка, 33 і розстріл. У Львові залишились вдова Галина Сергіївна і маленька донька.

## Твори
- п'єса «Тріумф прокурора Дальського»